# Brilliant (voilier)
Pour les articles homonymes, voir Brilliant (homonymie).
Le Brilliant est une goélette qui fut construite en 1932 sur un chantier naval d'Island City dans le Bronx par Henry B. Nevins. Son dernier propriétaire, Briggs Cunningham, en a fait don au Mystic Seaport en 1957.

## Histoire
Il a été construit pour Walter Barnum en tant que bateau de course océanique. Lors de son voyage inaugural, le Brilliant a traversé l'océan Atlantique en un peu plus de 15 jours, ce qui fut un record pour un voilier de cette taille.
Pendant la seconde guerre mondiale le Brilliant a été acquis par l'US Coast Guard pour servir de patrouilleur anti-sous-marins sur la côte de la Nouvelle-Angleterre
Après la guerre, il a été racheté par le marin Briggs Cunningham. Celui-ci fit effectuer des travaux de mâture et de voilage pour tenter d'accroître sa vitesse. Il inventa le cunningham, dispositif pour maintenir sur le point d'amure, une forme plus efficace à la voile.
N'arrivant pas à améliorer de façon significative la vitesse du Brilliant il en fit don au Mystic Seaport Museum. Depuis il continue à naviguer pour la formation des jeunes mais aussi à de grandes courses de voiliers de l'American Sail Training Association.